# Brynjulf Bull
Brynjulf Friis Bull (17 octobre 1906 à Oslo – 18 juin 1993) est un avocat norvégien, un avocat de la Cour Suprême et maire d'Oslo.

## Biographie
Brynjulf Bull est né à Kristiania et grandit à Alfaset dans la vallée de Grorud à Oslo. Bull est le frère de l'historien et homme politique Trygve Bull et le père de l'ancien secrétaire d'État norvégien Bernt Bull.
Il est un avocat pour les cas de trahison envers la Norvège entre 1945 et 1947. En tant que politique, il représente le parti travailliste norvégien durant des années en tant que député-maire et maire d'Oslo entre 1951 et 1955, 1960 et 1961 et 1964-1975. En 1966, il a un rôle clé dans la résolution de la « grève du théâtre ». Bull est le moteur et le premier président du conseil d'administration de la Oslo Konserthus. Le square Brynjulf Bull situé dans la partie est de la Rådhusplassen est nommé en son honneur. En 1976, il reçoit la médaille de Saint-Hallvard qui est la plus haute distinction de la ville d'Oslo. En 1961, il se voit décerner la médaille Petter Dass pour ses efforts dans la reconstruction de la fondation des étudiants du nord de la Norvège,.